# 六会幼稚園
六会幼稚園（むつあいようちえん）は神奈川県藤沢市亀井野にある私立幼稚園。　

## 概要
課外教室も取り組んでおり、スポーツクラブ、サッカークラブ、英語学習教室、基礎学習教室、ピアノ教室なども開いている。

## 保育内容
- リトミック、体操、選択保育、絵画指導[3]

### 教育方針
自分の知恵を最大限にいかして、元気よく遊びやもの作り、表現活動に取り組むことのできる子ども、同時にたくさんの友達と楽しく活動しながら、相手を思いやる豊かな心をもつ子どもに育てたいと考えています。

| 平日 | 7:00~18:00 |
| 土曜 | -          |

## 年間行事
- 4月　入園式　保育参観
- 5月 遠足　園外保育　保育参観　個人懇談会
- 6月 移動動物園　土曜参観　内科・歯科検診
- 7月 七夕祭り　プール　個人懇談会　お泊り保育(年長児のみ)
- 8月 夏期保育　自由観劇会
- 9月　運動会
- 10月　幼稚園祭　おいもほり
- 11月 交通公園　七五三祝い
- 12月　もちつき　楽しい集い
- 1月　ゲーム大会(年中少)
- 2月 豆まき　お別れ遠足(年長児)
- 3月 ひなまつり　お別れクラス会　お別れ交流会　修了式

## 沿革
- 1955年 - 開園

## 所在地・交通
- 藤沢市亀井野10-1
- 小田急江ノ島線 六会日大前駅より徒歩2分